# Polisportiva Trani 1993-1994
Questa voce raccoglie le informazioni riguardanti  la Polisportiva Trani nelle competizioni ufficiali della stagione 1993-1994.

## Rosa
| N. |                   | Ruolo | Calciatore               |
| -- | ----------------- | ----- | ------------------------ |
|    | Italia (bandiera) | A     | Antongiulio Bonacci      |
|    | Italia (bandiera) | D     | Flavio Borsani           |
|    | Italia (bandiera) | D     | Vincenzo Bovio           |
|    | Italia (bandiera) | D     | Giuseppe Brescia         |
|    | Italia (bandiera) | C     | Fabio Bucciarelli        |
|    | Italia (bandiera) | A     | Umberto Calcagno         |
|    | Italia (bandiera) | C     | Pasquale Catalano        |
|    | Italia (bandiera) | D     | Marcello Chiricallo (II) |
|    | Italia (bandiera) | A     | Loriano Cipriani         |
|    | Italia (bandiera) | C     | Osvaldo Dalla Bona       |
|    | Italia (bandiera) | P     | Emiliano Dei             |
|    | Italia (bandiera) | C     | Gianluca Di Giulio       |
|    | Italia (bandiera) | C     | Donato Gualdiero         |
|    | Italia (bandiera) | P     | Luigi Imparato           |

| N. |                   | Ruolo | Calciatore            |  |
| -- | ----------------- | ----- | --------------------- |  |
|    | Italia (bandiera) | D     | Dario Italia          |  |
|    | Italia (bandiera) | P     | Giovanni Iurino       |  |
|    | Italia (bandiera) | D     | Valeriano Loseto      |  |
|    | Italia (bandiera) | C     | Salvatore Maurelli    |  |
|    | Italia (bandiera) |       | Narcisi               |  |
|    | Italia (bandiera) | C     | Graziano Nocera       |  |
|    | Italia (bandiera) | C     | Paolo Ottavi          |  |
|    | Italia (bandiera) | D     | Ivano Pastore         |  |
|    | Italia (bandiera) | A     | Antonio Piteo         |  |
|    | Italia (bandiera) | C     | Ennio Sala            |  |
|    | Italia (bandiera) | C     | Pasquale Squicciarini |  |
|    | Italia (bandiera) | D     | Andrea Trotta (II)    |  |
|    | Italia (bandiera) | C     | Claudio Trotta (I)    |  |
|    | Italia (bandiera) | D     | Giacomo Zaccaria      |  |